# Giorgio Caprioli
Pier Giorgio Caprioli (Bergamo, 1952) è un sindacalista italiano.

## Carriera
Laureato in Scienze politiche presso l'Università statale di Milano, inizia la sua attività nel sindacato nel 1978, quando entra alla Cisl di Bergamo come operatore alla formazione. Nel 1982 assume lo stesso incarico presso la Fim della Lombardia, di cui diventa segretario regionale nel 1988.
Nel 1992 viene eletto nella segreteria nazionale della Fim-Cisl, dove assume l'incarico della siderurgia per essere poi segretario organizzativo e, infine, responsabile delle politiche contrattuali. Nel 1999 viene eletto segretario generale dei metalmeccanici della Fim-Cisl. Lo stesso anno firma con Claudio Sabattini (Fiom) e Luigi Angeletti (Uilm) il nuovo contratto nazionale dei metalmeccanici che introduce, per la prima volta, la banca delle ore e l'orario flessibile plurisettimanale. Seguono, poi, i due contratti separati del 2001 (rinnovo economico biennale) e del 2003 (rinnovo normativo quadriennale), firmati da Fim e Uilm con le controparti, assente la Fiom. In quest'ultima occasione, s'impegna a fondo nella elaborazione della proposta di riforma dell'inquadramento unico.
Nel gennaio 2005 raggiunge con i segretari generali di Fiom e Uilm, Gianni Rinaldini e Antonino Regazzi, l'accordo sulla piattaforma unitaria per il rinnovo del biennio economico 2005-2006. La vertenza si protrae per un anno e, dopo una fase di aspro conflitto, si conclude con la firma unitaria nel gennaio 2006. Lascia l'incarico di segretario generale della FIM nel 2009.